# Olympische Sommerspiele 1936/Schwimmen – 100 m Rücken (Frauen)
Der Schwimmwettkampf über 100 Meter Rücken der Frauen bei den Olympischen Spielen 1936 in Berlin wurde vom 11. bis 13. August im Olympia-Schwimmstadion ausgetragen.
Die Niederländerin Nida Senff, die in ihrem Vorlauf eine neue olympische Bestzeit aufstellte, wurde Olympiasiegerin.

## Rekorde
Vor Beginn der Olympischen Spiele waren folgende Rekorde gültig.
| Weltrekord         | 1:15,8 min | Hendrika Mastenbroek | Amsterdam, Niederlande          | 27. Februar 1936 |
| Olympischer Rekord | 1:18,3 min | Eleanor Holm         | Los Angeles, Vereinigte Staaten | 9. August 1932   |

Folgende neue Rekorde wurden aufgestellt:
| Olympischer Rekord | 1:16,6 min | Nida Senff | Vorlauf 1 |

## Ergebnisse

### Vorläufe
11. August 1936
Die schnellsten vier Schwimmerinnen eines jeden Laufs qualifizierten sich für das Halbfinale.
Vorlauf 1
| Rang | Athletin         | Land            | Zeit       | Anm.  |
| ---- | ---------------- | --------------- | ---------- | ----- |
| 1    | Nida Senff       | Niederlande     | 1:16,6 min | QQ OR |
| 2    | Tove Bruunstrøm  | Dänemark        | 1:20,4 min | QQ    |
| 3    | Lorna Frampton   | Großbritannien  | 1:20,9 min | QQ    |
| 4    | Anni Stolte      | Deutsches Reich | 1:23,1 min | QQ    |
| 5    | Ethel Mackay     | Australien      | 1:24,6 min |       |
| 6    | Irén Győrffy     | Ungarn          | 1:25,8 min |       |
| 7    | Noel Oxenbury    | Kanada          | 1:28,9 min |       |
| 8    | Sieglinda Zigler | Brasilien       | 1:32,0 min |       |

Vorlauf 2
| Rang | Athletin           | Land               | Zeit       | Anm. |
| ---- | ------------------ | ------------------ | ---------- | ---- |
| 1    | Alice Bridges      | Vereinigte Staaten | 1:19,2 min | QQ   |
| 2    | Truus Kerkmeester  | Niederlande        | 1:21,2 min | QQ   |
| 3    | Phyllis Harding    | Großbritannien     | 1:22,1 min | QQ   |
| 4    | Patricia Norton    | Australien         | 1:22,3 min | QQ   |
| 5    | Christel Rupke     | Deutsches Reich    | 1:23,7 min |      |
| 6    | Thérèse Blondeau   | Frankreich         | 1:23,8 min |      |
| 7    | Roma Wagner        | Österreich         | 1:28,4 min |      |
| DNS  | Irene Pirie-Milton | Kanada             |            |      |

Vorlauf 3
| Rang | Athletin             | Land               | Zeit       | Anm. |
| ---- | -------------------- | ------------------ | ---------- | ---- |
| 1    | Edith Motridge       | Vereinigte Staaten | 1:21,0 min | QQ   |
| 2    | Hendrika Mastenbroek | Niederlande        | 1:22,0 min | QQ   |
| 3    | Audrey Hancock       | Großbritannien     | 1:23,6 min | QQ   |
| 4    | Tove Nielsen         | Dänemark           | 1:25,3 min | QQ   |
| 5    | Mary McConkey        | Kanada             | 1:25,3 min |      |
| 6    | Yeung Sau-king       | China              | 1:36,4 min |      |

### Halbfinale
12. August 1936
Die drei schnellsten Schwimmerinnen sowie die schnellste Viertplatzierte qualifizierten sich für das Finale.
Halbfinale 1
| Rang | Athletin        | Land               | Zeit       | Anm. |
| ---- | --------------- | ------------------ | ---------- | ---- |
| 1    | Nida Senff      | Niederlande        | 1:17,1 min | QQ   |
| 2    | Edith Motridge  | Vereinigte Staaten | 1:19,1 min | QQ   |
| 3    | Tove Bruunstrøm | Dänemark           | 1:19,1 min | QQ   |
| 4    | Phyllis Harding | Großbritannien     | 1:19,8 min | qq   |
| 5    | Anni Stolte     | Deutsches Reich    | 1:21,7 min |      |
| 6    | Patricia Norton | Australien         | 1:21,9 min |      |

Halbfinale 2
| Rang | Athletin             | Land               | Zeit       | Anm. |
| ---- | -------------------- | ------------------ | ---------- | ---- |
| 1    | Hendrika Mastenbroek | Niederlande        | 1:19,1 min | QQ   |
| 2    | Lorna Frampton       | Großbritannien     | 1:19,6 min | QQ   |
| 3    | Alice Bridges        | Vereinigte Staaten | 1:20,4 min | QQ   |
| 4    | Truus Kerkmeester    | Niederlande        | 1:21,3 min |      |
| 5    | Audrey Hancock       | Großbritannien     | 1:21,6 min |      |
| 6    | Tove Nielsen         | Dänemark           | 1:22,0 min |      |

### Finale
13. August 1936
| Rang | Athletin             | Land               | Zeit       | Anm. |
| ---- | -------------------- | ------------------ | ---------- | ---- |
| 1    | Nida Senff           | Niederlande        | 1:18,9 min |      |
| 2    | Hendrika Mastenbroek | Niederlande        | 1:19,2 min |      |
| 3    | Alice Bridges        | Vereinigte Staaten | 1:19,4 min |      |
| 4    | Edith Motridge       | Vereinigte Staaten | 1:19,6 min |      |
| 5    | Tove Bruunstrøm      | Dänemark           | 1:20,4 min |      |
| 6    | Lorna Frampton       | Großbritannien     | 1:20,6 min |      |
| 7    | Phyllis Harding      | Großbritannien     | 1:21,5 min |      |